# Матеше
45°20′ пн. ш. 15°17′ сх. д. / 45.34° пн. ш. 15.28° сх. д.
Матеше (хорв. Mateše) — населений пункт у Хорватії, у Карловацькій жупанії у складі громади Босилєво.

## Населення
Населення за даними перепису 2011 року становило 59 осіб.
Динаміка чисельності населення поселення: